# Алфении
Алфениите (на латински: gens Alfena; Alfenia; Alfenius; Alfenus) са фамилия от Древен Рим.
Известни с това име:
- Публий Алфен Вар, юрист, суфектконсул 39 пр.н.е., консул 2 г., автор на Digesta
- Публий Алфен Вар, преториански префект при Авъл Вителий през 69 г., син на консула от 2 г.
- Алфен Аполинарий, управител на провинция Египет 200 г.
- Луций Алфен Сенецион‎, управител на римската провинция Британия 205 – 207 г.
- Луций Алфен Авитиан, управител на провинция Долна Панония 214 – 215 г.
- Луций Алфений Вирий Юлиан, син на Луций Алфений Авитиан, внук на Вирий Луп
- Ханес Алфвен, шведски физик, носител на Нобелова награда за физика за 1970 година
- Алфен-Хам, община до Бреда в Холандия
- Алфен аан ден Рийн, селище в Холандия
- Alfenus, genus от паяците